# بارترايد دو لو
بارترايد دو لو. (بالفرنسية: Bertrade de Laon)‏، ولدت في حوالي عام 720، وتوفيت 12 يوليو في 783 في تشويسي-أو-باك قرب كومبيين هي ملكة فرانك في الفترة الكارولنجية، كانت زوجة بيبان القصير وأم شارلمان.